# New Castle County
New Castle County är ett county i delstaten Delaware, USA. New Castle är ett av tre countyn i Delaware och ligger i den norra delen av staten. Den administrativa huvudorten (county seat) är Wilmington. År 2010 hade New Castle County 538 479 invånare. Den är döpt efter William Cavendish hertig av Newcastle.

## Historia

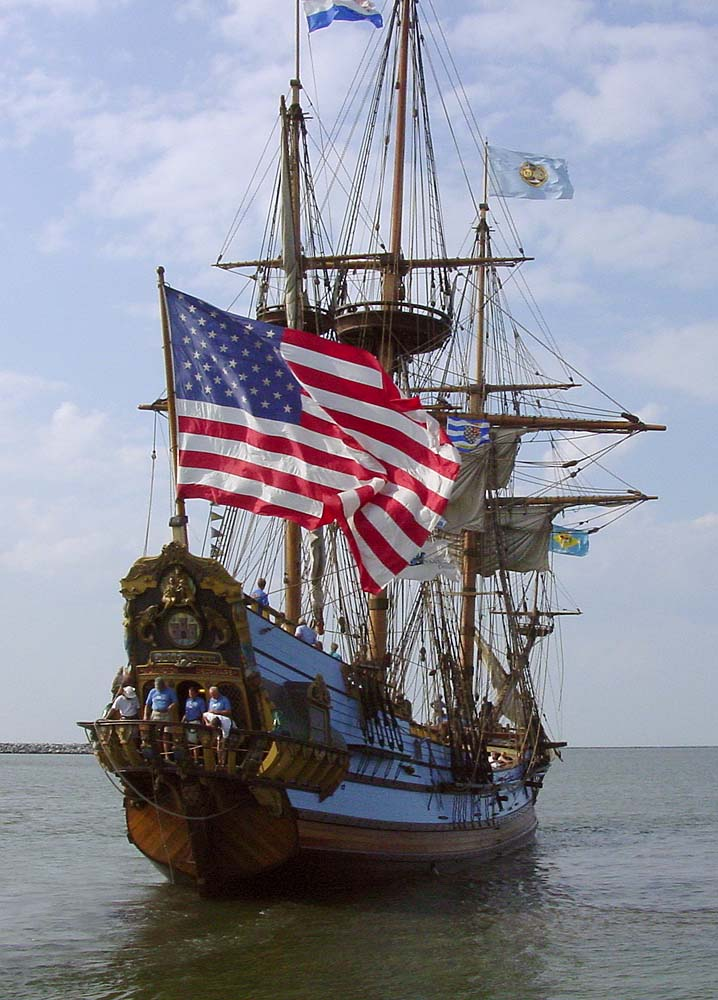
Kopia av skeppet Kalmar nyckel som byggdes i Holland men som köptes av Sverige och som fraktade nybyggare till kolonin Nya Sverige.

Den första permanenta bosättningen i Delaware var Fort Christina, som var ett resultat av Peter Minuits expedition år 1638 med de svenska skeppen Kalmar Nyckel och Fågel Grip. Fort Christina låg där staden Wilmington idag ligger. Markinnehavet gjordes upp med indianerna i ett avtal, men en konflikt uppstod med holländarna som hävdade tidigare anspråk på landet.
1640 grundades Nya Sverige (New Sweden) några mil söder om Christina. 1644 utsåg drottning Kristina Johan Printz till guvernör över Nya Sverige och han bosatte sig på Tinicum Island, vilket gjorde det till residensort och huvudstad i Nya Sverige.
Peter Stuyvesant, guvernör över Nya Nederländerna, seglade uppför South River år 1651. Han köpte land från indianerna som räckte från Minquas Kill till Bompties Hook (Bombay Hook). Delar av denna mark hade redan sålts till svenskarna år 1638. Stuyvesant började bygga Fort Casimir (idag New Castle).
År 1654 började Johan Risingh driva ut holländarna från Nya Sverige och Fort Casimir fick se sig besegrat och det bytte namn till Fort Trinity (Trefaldighetsskansen). Svenskarna ägde nu fullständigt den västra sidan av Delawarefloden. Den 21 juni 1654 möttes svenskarna och indianderna igen för att konfirmera köpet.
Efter att ha hört talas om Fort Casimirs fall sände holländarna Stuyvesant för att driva bort svenskarna från båda sidor av floden. Endast holländarna hade tillåtelse att bosätta sig i området och den 31 augusti 1655 konverterades området tillbaka till Fort Casimir. Därefter föll även Fort Christina den 15 september och Nya Nederländerna styrde återigen området. John Paul Jacquet blev omedelbart vald till guvernör och gjorde New Amsel resisdensstad i den hollandskontrollerade kolonin.
Landet bytte dock ägare 22 december 1663 till England, och 1664 fick James, hertigen av York, landområdet av kung Charles II. New Amsel bytte namn till New Castle, efter William Cavendish, hertig av Newcastle.
Den 24 augusti 1682 tillföll New Castle County och landet däromkring William Penn, som grundade kolonin Delaware.

## Geografi
Enligt United States Census Bureau så har New Castle County en total area på 1 279 km². 1 103 km² av den arean är land och 174 km² är vatten. 

### Angränsande countyn
- Chester County, Pennsylvania - nordväst
- Delaware County, Pennsylvania - nordväst
- Gloucester County, New Jersey - nordöst
- Salem County, New Jersey - öst
- Kent County, Delaware - syd
- Kent County, Maryland - sydväst
- Cecil County - väst

## Orter och kommuner

### Cities
- Delaware City
- New Castle
- Newark
- Wilmington

### Towns
- Bellefonte
- Clayton (delvis i Kent County)
- Elsmere
- Middletown
- Newport
- Odessa
- Smyrna (delvis i Kent County)
- Townsend

### Villages
- Arden
- Ardencroft
- Ardentown

### Census-designated places
- Talleyville
- Bear
- Brookside
- Claymont
- Edgemoor
- Glasgow
- Greenville
- Hockessin
- North Star
- Pike Creek
- Pike Creek Valley
- St. Georges
- Wilmington Manor

### Övriga småorter
- Appoquinimink Hundred
- Alapocas
- Christiana
- Collins Park
- Granogue
- Holly Oak
- Landlith
- Marshallton
- Mill Creek
- Minquadale
- Montchanin
- Ogletown
- Port Penn
- Rockland
- Stanton
- Winterthur
- Wooddale